# Микаелян, Наринэ Гамлетовна
Наринэ Гамлетовна Микаелян (арм. Նարինե Համլետովնա Միքայելյան; род. 6 апреля 1983, Алма-Ата, Казахская ССР, СССР) — казахстанский политический деятель, депутат Мажилиса Парламента Республики Казахстан VI созыва (2016—2021).

## Биография
Родилась 6 апреля 1983 года в городе Алматы.
В 2000 году поступила в Казахский Национальный Педагогический Университет им. Абая в специальности «Международное право».
Трудовую деятельность начала в 2007 году.
С 2005 по 2012 годы — референт-помощник консула Консульского отдел Посольства Армения.
С 2005 по 2009 годы — юрист ИП «Микаелян Г.Х.», ТОО «Международное бюро консалтинга».
С 2009 по 2014 годы — председатель молодёжного крыла Ассоциации армянских культурных центров РК «Наири», председатель молодёжного крыла ОО «Армянский культурный центр «Луйс» г. Алматы.
С 2012 по 2015 годы — начальник отдела кадров ТОО «Инвестиционная группа «Жер Олжа».
С 2014 по 2015 годы — председатель ОО «Армянский культурный центр «Луйс» г. Алматы.
С 2014 по 2016 годы — начальник отдела кадров ТОО «Артемида ЛТД», «Корпорация «Алтын Агач».
С 2012 года — член Ассамблеи народа Казахстана.
С 24 марта 2016 года по 2021 год — депутат Мажилиса Парламента Республики Казахстан VI созыва, избрана от Ассамблеи народа Казахстана, член Комитета по законодательству и судебно-правовой реформе.

## Награды
- 2015 — Медаль «20 лет Ассамблеи народа Казахстана»
- 2016 — Медаль «25 лет независимости Республики Казахстан»[4]
- 2016 — Награждена Почётной грамотой Республики Казахстан (13 декабря)[5][6]
- 2017 — Памятный знак «МПА СНГ. 25 лет» (27 марта 2017 года, Межпарламентская ассамблея СНГ) — за содействие в деятельности Межпарламентской Ассамблеи и её органов[7].
- 2023 — Орден «Курмет» (26 апреля)[8]